# Ri Su-yong
Ri Su-yong (리수용?, Ri Su-yongLR; Hamgyŏng Meridionale, 15 giugno 1940) è un politico e diplomatico nordcoreano.

## Primi anni
Ri è nato il 15 giugno del 1940 nell'attuale provincia di Hamgyŏng Meridionale, durante il dominio nipponico. Studiò presso l'università degli studi stranieri di Pyongyang, conseguendo un laurea in lingua francese. Dal profilo scolastico di Ri, emerse un ragazzo: "studioso e di mentalità aperta". Inoltre vale la pena ricordare che lo stesso Ri fu un compagno di classe di Kim Jong-il, figlio di Kim Il-sung e futuro leader della Core del Nord.

## Carriera
Ri comparve per la prima volta sugli schermi nordcoreani e internazionali negli anni '80, in qualità di rappresentante del suo paese ad una riunione, tenutasi a Ginevra, delle Nazioni Unite. Dopo questo evento, Ri fu nominato ambasciatore nordcoreano in Svizzera, carica che ottenne dal 1991 al 1997. 
Ri, nel 2014, fu nominato Ministro degli Affari esteri, carica che ricoprì fino al maggio 2016. Sempre nel 2014, fu eletto deputato all'Assemblea popolare suprema. Inoltre, molti esperti di geopolitica hanno ipotizzato che potrebbe esserci una stretta relazione tra Ri e Kim Jong-un, il quale fu accudito proprio da Ri stesso durante i suoi studi in Svizzera.
Sempre nel 2014, Ri fu il secondo ministro degli esteri nordcoreano a visitare l'India (il primo l'aveva visitata 25 anni prima). Durante questa visita, incontrò la ministra degli esteri indiana Sushma Swaraj e discusse con lei riguardo al programma nucleare nordcoreano e agli aiuti alimentari.
Nel maggio 2016, Ri Su-yong fu sostituito da Ri Yong-ho in qualità di ministro degli esteri.